# Faro (distrikt)
Faro er et distrikt i Algarve i Portugal, hvis hovedstad er byen af samme navn, Faro. 
Det grænser i nord til Beja, i øst til Huelva i Spanien, og i syd og vest til Atlanterhavet.
Faro har 434.023 indbyggere og dækker et areal på 4960 km². Distriktet er geografisk sammenfaldende med provinsen Algarve.

## Kommuner
Faro er delt ind i følgende 16 kommuner (concelhos):
- Albufeira
- Alcoutim
- Aljezur
- Castro Marim
- Faro
- Lagoa
- Lagos
- Loulé
- Monchique
- Olhão
- Portimão
- São Brás de Alportel
- Silves
- Tavira
- Vila do Bispo
- Vila Real de Santo António